# Олівія Чау
Олівія Чау (іноді Чоу) (кит. трад.: 鄒至蕙; єл.: Jāu Ji-waih; 24 березня 1957, Британський Гонконґ) — канадська політикиня, 66-а міська голова Торонто з 12 липня 2023 року. Раніше Чау була депутатом парламенту від Нової демократичної партії (НДП) в окрузі Триніті-Спадайна від 2006 до 2014 року і була депутаткою міської ради Метрополійного Торонто від 1992 року до об'єднання в 1998 році, а потім — міської ради Торонто до 2005 року.
Народившись у Британському Гонконґу, Чау вперше була обрана 1985 року до Шкільної ради Торонто. Вона балотувалася на виборах у Торонто 1991 року, була обрана до Ради столичного Торонто і залишалася активною в місцевій політиці Торонто до її обрання до Палати громад на федеральних виборах 2006 року. Її чоловік, Джек Лейтон, також був членом парламенту, очолював у парламенті офіційну опозицію в 2011 році та був лідером НДП від 2003 року до своєї смерті в 2011 році. Чау залишила своє місце в Парламенті Канади в 2014 році, щоб балотуватися на посаду мера на виборах 2014 року, посівши третє місце після Джона Торі та Даґа Форда. Після своєї кампанії 2014 року вона навчала студентів у Метрополійному університеті Торонто (тоді Університет Раєрсона) як видатна запрошена викладачка. На федеральних виборах 2015 року вона невдало балотувалася від Спадайни—Форт-Йорка.
Чау перемогла на виборах мера у 2023 році після відставки Торі, обійшовши колишню заступницю мера Ану Байлао та колишнього начальника поліції Марка Сандерса. Чау — перша кольорова жінка, яка стала мером Торонто,  перша китайсько-канадська мер Торонто, третя жінка-мер міста після Джун Ровлендс і Барбари Голл і перша жінка-мер після злиття Торонто.

## Раннє життя та кар'єра
Чау народилася в британському Гонконгу в сім'ї Го Се, шкільної вчительки, і Вілсона Вай Сан Чау, шкільного директора. Вона виросла в родині середнього класу в Геппі-Веллі, житловому районі Гонконгу. Вона емігрувала до Канади зі своєю родиною в 1970 році у віці 13 років, оселившись у Торонто, де вони спочатку орендували житло на третьому поверсі приватного будинку в районі Аннекс, а потім переїхали до багатоповерхівки в Сент-Джеймс-Тауні. Її батько працював на випадкових роботах, наприклад, розносив китайську їжу та водив таксі, щоб прогодувати сім'ю. Її мати стала швачкою і покоївкою, працювала в готельній пральні. Її батько страждав на психічний розлад і бив та ображав її зведеного брата Андре та її матір, але «виховував і любив» Олівію.
Чау виросла в родині китайських баптистів. У дитинстві вона повільно засвоювала шкільний матеріал, і їй довелося повторювати 3 класи. Однак незабаром вона почала успішно навчатися, а пізніше перескочила 8 клас, пішла одразу в 9-й. Вона відвідувала Колегіальний інститут Джарвіса, вивчала образотворче мистецтво в Коледжі мистецтв Онтаріо та філософію і релігію в Університеті Торонто. У 1979 році вона закінчила з відзнакою бакалаврат з образотворчого мистецтва в Університеті Ґвелфа.
Після закінчення стала займатись мистецтвом. Вона володіла скульптурною майстернею та створювала скульптури для клієнтів. Вона все ще час від часу малює. Пізніше вона п'ять років викладала в програмі консультування та захисту прав жінок і дітей, що постраждали від насильства, в Коледжі Джорджа Брауна.

## Початок політичної кар'єри

### Шкільна рада
Чау вперше почала активно займатись політикою, працюючи в офісі місцевого депутата від НДП Дена Гіпа на початку 1980-х років.
За підтримки Гіпа Чау балотувалася на посаду опікунки шкільної ради й перемогла у листопаді 1985 року. Починаючи з 1986 року, Чау шукала програми для захисту учнів на основі сексуальності, до чого її спонукали випадки, що траплялись у її роботі з вразливими категоріями осіб, а особливо вбивство Кеннета Целлера, шкільного бібліотекаря. Це призвело до запровадження, як вважалося, першої шкільної програми вивчення сексуальності в Онтаріо, схваленої в травні 1988 року за підтримки директора відділу освіти Неда Маккеовна. У шкільній раді вона була головою комітету з расових відносин.

### Муніципальна політика
Завдяки здобутому авторитету в шкільній раді, вона досить легко пройшла до Міської ради Торонто під час виборів у 1991 році по округу Метро-Торонто в Даунтауні (цей округ було скасовано під час об'єднання в 1997 році). Територія в центрі міста (Даунтаун) довгий час була домом для різноманітних спільнот у центрі найбільшої міської агломерації Канади. Чау кілька разів переобиралася до міської ради з великою перевагою. Будучи депутаткою, Чау була захисницею бездомних, громадського транспорту та багатьох інших міських проблем, щоб підтримати інклюзивний сталий розвиток громади. Вона також була рішучою опоненткою пропонованого розширення Аеропорту острова Торонто та суперечливого плану Адміністрації порту Торонто.

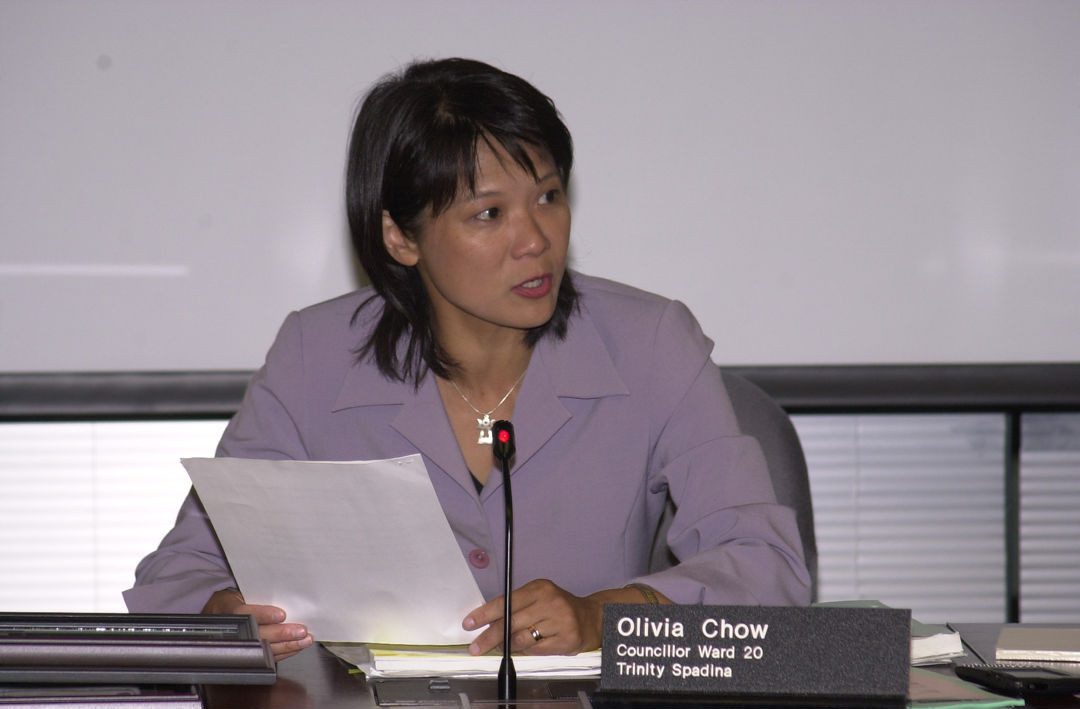
Чау виступає на церемонії нагородження в 2003 році.

Після злиття окремих міських рад до єдиного Метрополійного Торонто вона та її чоловік Джек Лейтон були відомими членами міської ради. Іноді критикуючи заступника мера з розвитку Мела Ластмана та інших приміських радників, вони працювали з депутатами від різних політичних груп, щоб досягти практичних прогресивних заходів. Лейтон залишив своє місце в раді, щоб стати федеральним лідером НДП. Обоє були прихильниками успішної кампанії Девіда Міллера 2003 року, який став мером Торонто.
Чау була змушена піти у відставку зі своєї посади в Раді поліцейських служб Торонто, оскільки під час заворушень перед Законодавчими зборами Онтаріо вона неофіційно намагалася переконати поліцію змінити свою тактику. Проте дехто стверджував, що її усунули за її неприйняття неправомірних силових дій поліції.
Чау, прихильниця велосипедного руху, була відома своїм яскраво розмальованим фірмовим велосипедом, прикрашеним квітами, яким вона щодня їздила до мерії Торонто.

## Федеральна політика
1997 року Чау балотувалася як кандидат від НДП до Палати громад від Триніті-Спадайни. Тодішній актуальний депутат-ліберал Тоні Янно переміг із перевагою в 1802 голоси, отримавши 45% підтримки виборців.
2004 року кандидатура Чау знову була номінована від НДП по Триніті-Спадайні на літніх федеральних виборах. Завдяки підтримці Джека Лейтона, нового міського фокусу НДП, і вищій партійній популярності по всій країні, багато хто очікував, що вона виграє, незважаючи на деяке невдоволення з боку виборців, які обрали її на муніципальну посаду лише шість місяців тому. Їй вдалося ще раз посісти друге місце, але їй забракло, щоб випередити Янно, лише 805 голосів, що становило 1,5% від загальної кількості.
Стратегічне голосування доклалось, як вважають, до поразки Чау, оскільки критика лібералами лідера Консервативної партії Стівена Гарпера, вимагаючи від виборців зробити вибір між лібералами та консерваторами, спонукала виборців, які схилялись до НДП, підтримати лібералів і відвернути потенційну перемогу уряду Гарпера. Чау також не залишила своє місце в раді, щоб балотуватися на федеральному рівні, причому деякі припускають, що її виборці відчували себе комфортно, голосуючи за лібералів, хоча Чау все ще потребувала їхніх голосів, щоб представляти їх на іншому рівні влади.
Коли ліберальний федеральний уряд зазнав поразки через вотум недовіри, 28 листопада 2005 року Чау пішла у відставку з посади в міській раді, на якій була протягом чотирнадцяти років, щоб втретє балотуватись до Палати громад. Її наступником у міській раді на тимчасовій основі став Мартін Сілва. Оскільки Сілві не дозволили балотуватися на переобрання, на цьому окрузі балотувалася помічниця Чау Гелен Кеннеді, але програла Адаму Вону.
23 січня 2006 року вона виграла вибори по дільниці Триніті-Спадайна від НДП на федеральних виборах. Вона перемогла Янно з перевагою в 3667 голосів, майже на 6%. Разом із Джеком Лейтоном вона була лише другою командою чоловіка та дружини в історії парламенту Канади, які разом були депутатами. (Ґурмант Ґреваль і Ніна Ґреваль були першими, вигравши свої місця на виборах 2004 року).
2007 року Чау виступила спонсоркою руху, який закликав Японію вибачитися за те, що вона змусила приблизно 200 000 жінок бути сексуальними рабинями під час війни. Цю пропозицію одностайно ухвалив парламент Канади в листопаді 2007 року. Чау сказала: «Для мене це злочини не проти 200 000 жінок. Це злочини проти людства, і всі громадяни світу зобов'язані виступити проти цього».
3 червня 2008 року Чау, «яка [спочатку] подала проєкт резолюції»,  проголосувала за запровадження програми, яка б «дозволила тим, хто відмовляється від військової служби через сумління ... у війнах, не санкціонованих ООН, ... залишатися в Канаді». Ця ініціатива привернула міжнародну увагу з боку The New York Times , BBC  та преси Нової Зеландії. Toronto Star повідомила: «[Голоси] перевищили 137 проти 110 ... Але ця пропозиція не матиме зобов'язуючої сили, тому ця перемога була гіркою, оскільки уряд (Консервативної партії Канади), ймовірно, проігнорує її». Після того, як прем'єр-міністр Стівен Гарпер подав запит і отримав підтримку, розраховуючи отримати новий мандат у 2008 році, Чау знову внесла ту саму пропозицію до 40-го парламенту Канади. Палата прийняла її 30 березня 2009 року 129-ма голосами проти 125. Чау зіграла важливу роль у дискусіях і акціях навколо опонентів участі Канади у війні в Іраку.

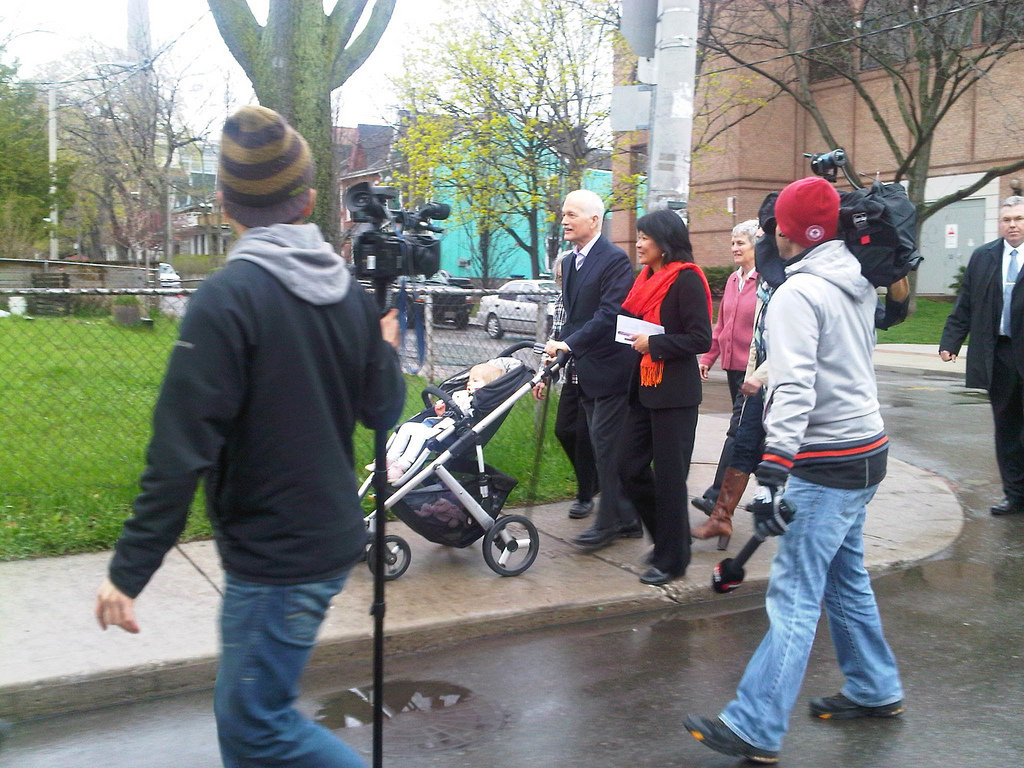
Чау йде до своєї виборчої дільниці зі своїм чоловіком Джеком Лейтоном 2 травня 2011 року.

На канадських федеральних виборах 2011 року, які стали історичним підйомом НДП до статусу офіційної опозиції, Чау легко перемогла і була переобрана в окрузі Триніті-Спадайна з перевагою понад 20 000 голосів над своїм найближчим суперником. У неї була роль офіційного критика з питань транспорту, інфраструктури та громад у тіньовому кабінеті опозиції. Вона також стала першою дружиною лідера опозиції, яка також була депутатом.
Однак її час на цій роботі був коротким, оскільки Джек Лейтон помер від раку лише через три місяці після вступу на посаду. Чау була в центрі уваги як вдова Лейтона під час трауру та державного похорону, завоювавши повагу своєю турботою про чоловіка в його останні дні та за гідністю і врівноваженістю в горі, а її особисте та політичне партнерство з Лейтоном отримало схвалення. Вона утрималась від заявки на лідерство НДП і пообіцяла залишатися нейтральною в лідерській гонці.
12 березня 2014 року Чау подала у відставку та зареєструвалася для участі в виборах мера Торонто 2014 року.

### Спроба повернення в 2015
28 липня 2015 року Чау оголосила, що балотується від федеральної НДП у Спадайні—Форт-Йорку на федеральних виборах 2015 року. Нова конфігурація виборчої дільниці містила більшу частину колишньої Триніті—Спадайни. Вона конкурувала з депутатом від ліберальної партії Адамом Воном, який був обраний депутатом від Триніті-Спадайни в 2014 році на довиборах, які відбулися після того, як Чау пішла у відставку, щоб балотуватися на пост мера. Чау програла Вону з великим відривом, під час масованої перемоги лібералів у Торонто.

## Кампанії на посаду міського голови Торонто

### Вибори мера 2014 року

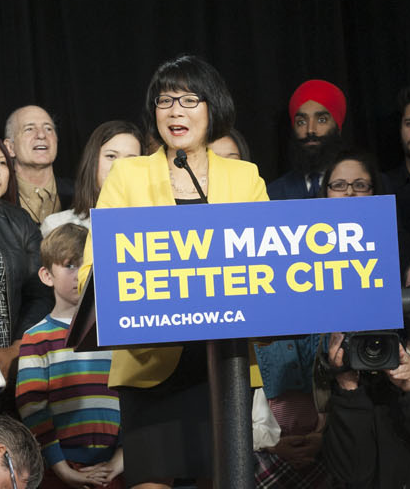
Чау виступає під час кампанії.

Чау взяла участь у виборчій кампанії на мера Торонто в 2014 році, намагаючись посунути чинного голову Роба Форда після того, як більшість опитувань, проведених за попередній рік, показали, що вона має найкращу позицію для перемоги або в прямому голосуванні проти Форда, або в боротьбі з кількома кандидатами. Посада мера Форда була в центрі кількох суперечок під час його перебування на посаді, головним чином через звинувачення та, зрештою, власне визнання Форда, що він вживав крек прямо на роботі, а також звинувачення у зв'язках із мафіозними колами. Чау була єдиною відомою лівоцентристською кандидаткою, яка балотувалась проти Форда. Інші її головні конкуренти на виборах, колишній лідер провінційної опозиції Джон Торі, радник Карен Стінц і колишній керівник бюджету Девід Сокнацький, а також сам Форд, були правоцентристськими кандидатами.
Керівником кампанії Чау був Джон Лашінґер, який попередньо керував кампаніями мера Девіда Міллера, а також федеральними та провінційними кампаніями консерваторів. Колишній федеральний і провінційний ліберальний стратег Воррен Кінселла також працював над її кампанією. Інші старші співробітники включали колишню ді-джея MuchMusic Дженніфер Голлетт, колишнього національного директора НДП Нейтана Ротмана та Браяна Топпа, колишнього кандидата в лідери НДП. Серед прихильників були колишній міністр кабінету міністрів Онтаріо від ліберальної партії Джордж Смітерман (який посів друге місце після Форда на виборах мера 2010 року) та режисер Діпа Мехта.
Трьома пріоритетами Чау були транзит, діти і зайнятість. Вона виступала проти розширення метро на користь збільшення кількості автобусів і будівництва трамвайних ліній по існуючих дорогах Торонто. Вона також оприлюднила політику щодо розширення позашкільних рекреаційних програм для дітей віком 6–11 років, а також створення 5000 робочих місць і можливостей навчання для молоді через угоди про соціальні пільги.
Протягом виборів Чау пройшла шлях від фаворитки опитування на початку кампанії до того, що зрештою посіла третє місце на виборах. Опитування показали, що вона не змогла скористатися своєю ранньою популярністю і стала жертвою стратегічного голосування.

### Довибори мера 2023 року

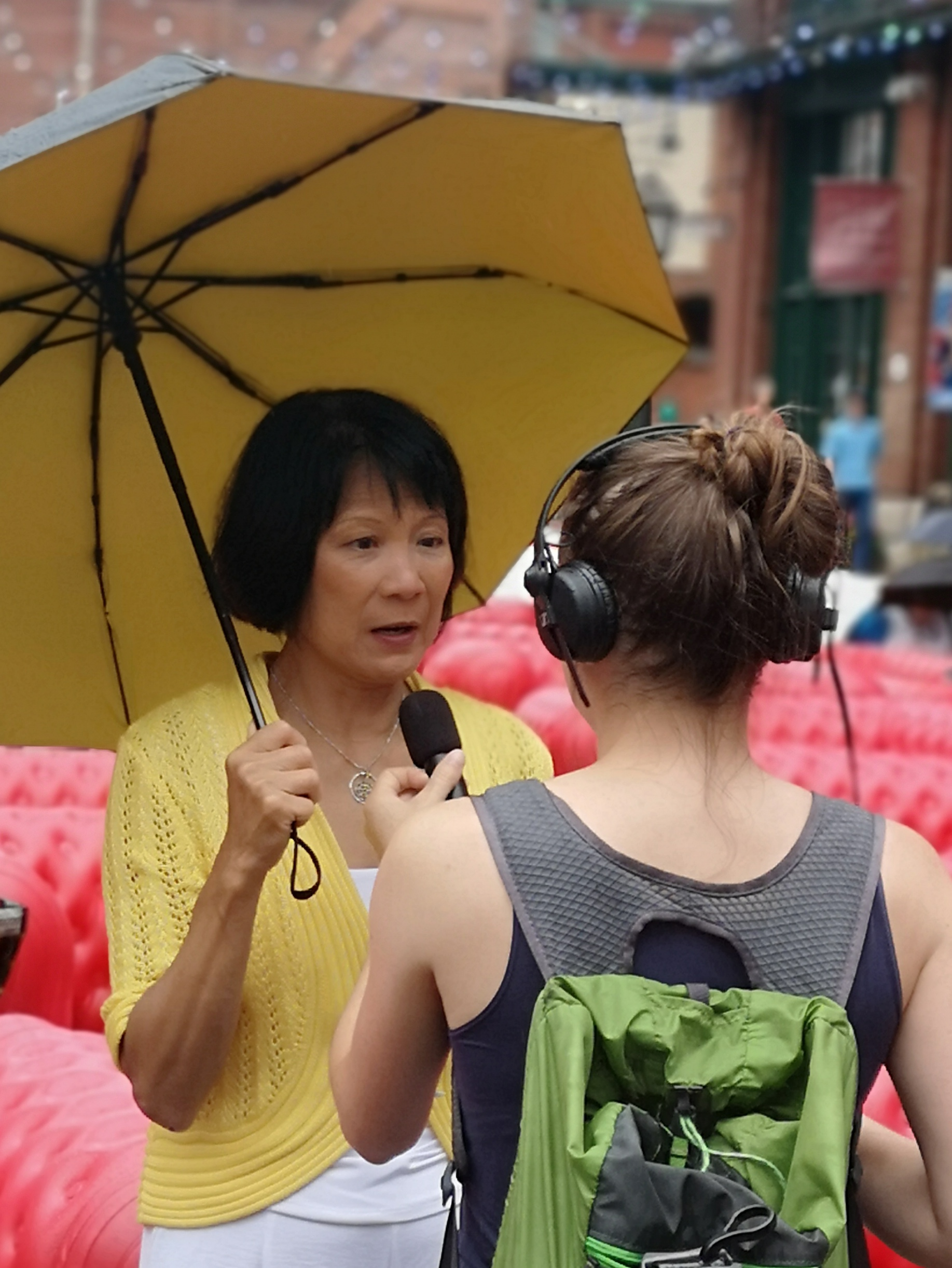
Олівія Чау на святкуванні Дня взяття Бастилії 2023 у Торонто.

17 квітня 2023 року Чау оголосила про свою кампанію на посаду мера Торонто на довиборах 2023 року.
Чау критикувала суперечливі плани уряду провінції щодо перебудови Онтаріо-Плейс на спа-салон з аквапарком, а також перенесення Наукового центру Онтаріо з його теперішнього місця. В разі обрання вона планувала призупинити плани провінції, відкликавши дозволи на частини ділянок, належні місту.
Житлова політика Чау передбачає будівництво 25 000 будинків з орендною платою на землі, що належить місту, а місто виступає як забудовник. Вона запропонувала збільшити податок на незайняте житло до 3 відсотків, спрямувавши кошти на підтримку ініціатив доступного житла, таких як доплата за оренду, а також збільшити податок на передачу землі під елітні будинки, використовуючи кошти для підтримки людей, які є бездомними. Чау також зобов'язалась відкрити цілодобові місця для перепочинку та створити 1000 доплат за оренду. Її житлова платформа також включає політику, спрямовану на підтримку орендарів, зокрема боротьбу з виселенням під приводом ремонту, подвоєння фонду орендованого житла Торонто, створення фонду на суму 100 мільйонів доларів для купівлі орендованого майна у приватних орендодавців і передачі його некомерційним організаціям, а також розширення т. зв. RentSafeTO, контролю за виконанням будівельних стандартів.

Результати проміжних виборів 2023 року за округами

Щодо транзиту, Чау запропонувала перетворити коридор З-ї лінії підземки до Скарборо на лінію швидкісного автобусу. Це враховує кошти в 60 мільйонів доларів, отримані за рахунок економії через скасування реконструкції автостради Ґардінера на схід від Черрі-стріт, що підуть до бюджету міста. Чау планує скасувати скорочення бюджету міського тромадського транспорту (Транзитної комісії Торонто, TTC) у бюджеті на 2023 рік і розширити послуги мобільного зв'язку в системі метро на всі мережі.
Чау пообіцяла створити команду, щоб скоротити час очікування при дзвінках на лінію 9-1-1 і розширити громадську кризову службу Торонто по всьому місту. Вона підтримує плани, подані Управлінням охорони здоров'я Торонто, Центрами допомоги узалежненим і психічно хворим (CAMH) і начальником поліції Торонто Мироном Демківом, щодо запиту федерального уряду про звільнення від відповідальності за зберігання наркотиків особистого користування.
26 червня 2023 року Чау виграла на виборах мера Торонто. Вона перемогла у виборах із 102 кандидів, набравши 37,2% голосів і перемігши Ану Байлао, яка посіла друге місце з 32,5%.

## Мер Торонто

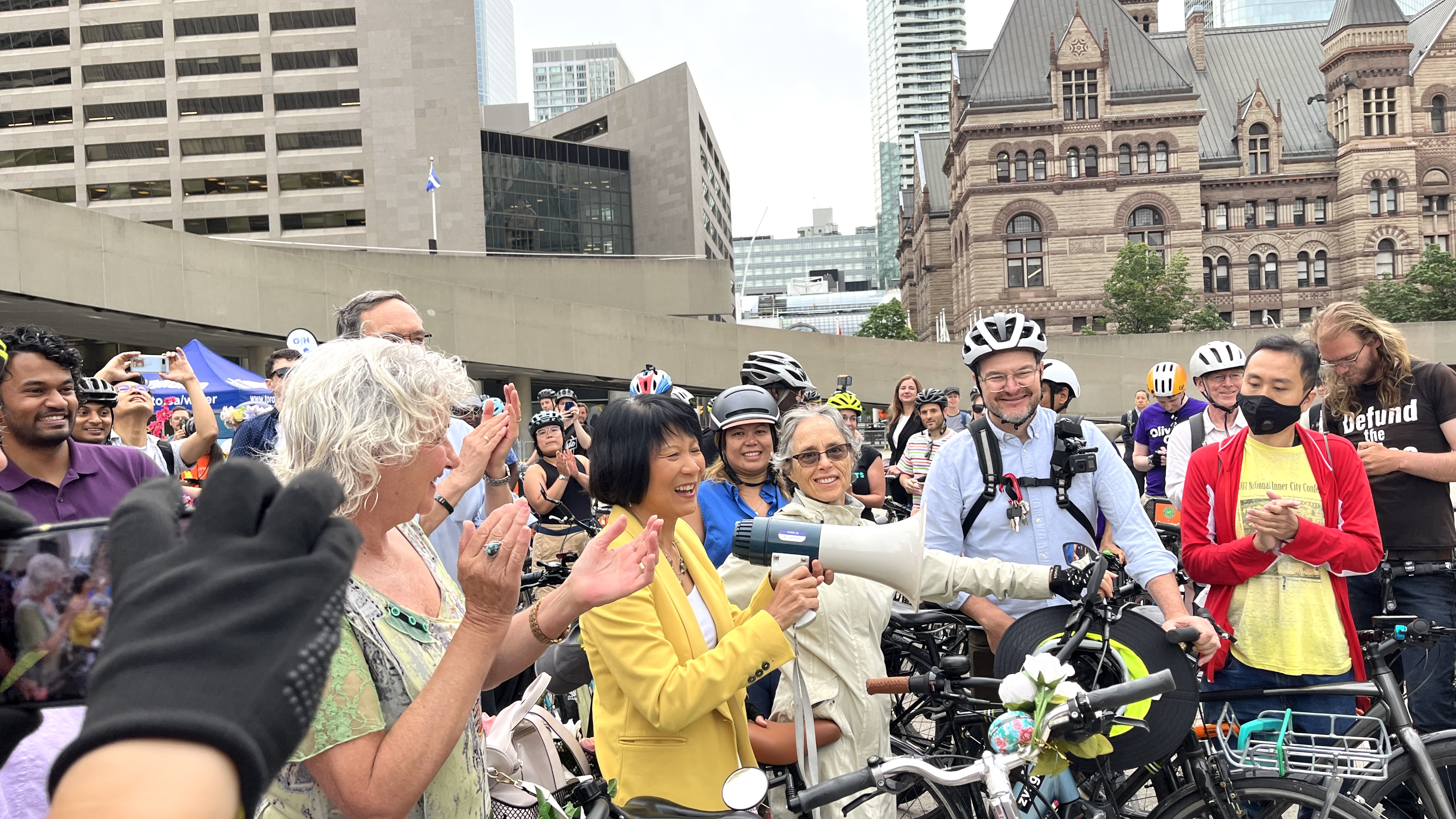
Чау прибуває до мерії на церемонію складання присяги

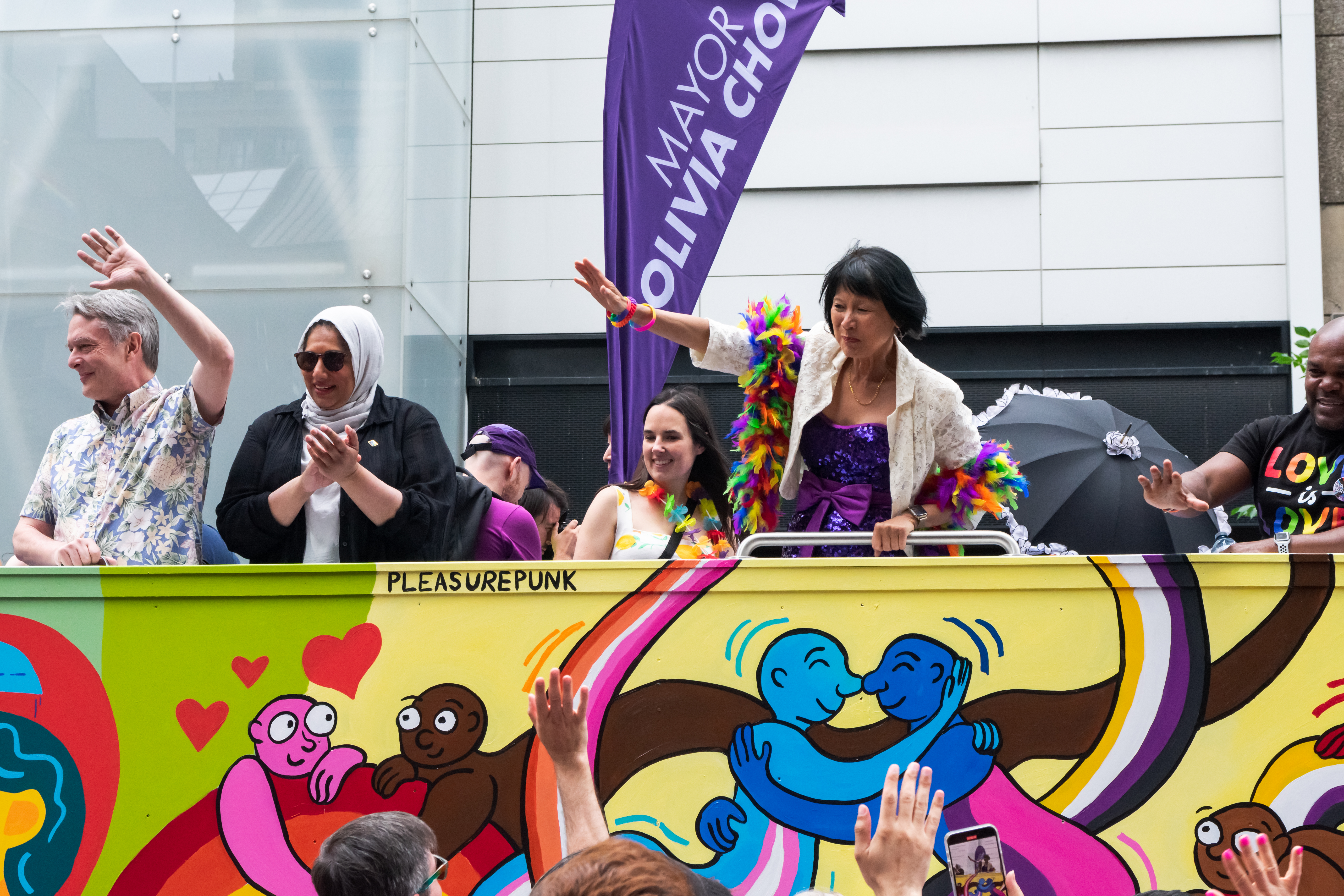
Чау на параді ЛГБТ в Торонто 2024

Після двотижневого перехідного періоду Чау склала присягу як 66-й мер Торонто 12 липня 2023 року.

### Призначення
Будучи мером, Чау може призначати або звільняти з посади заступника мера, керівників міських департаментів, голів і заступників голів комітетів ради, а також формувати комітет, який визначає склад інших комісій ради.
10 серпня 2023 року, трохи більше ніж через місяць після закінчення терміну повноважень, Чау внесла низку змін у ключові призначення мера. Аусма Малік була призначена новим заступником мера Торонто, замінивши Дженніфер Маккелві, яка й надалі обійматиме цей титул на почесній посаді разом із Майком Колле та Ембер Морлі. Чау також призначив Шеллі Керрол головою бюджетного комітету, Ґорда Перкса головою планування та житлового будівництва, Джаамала Маєрса головою TTC та Алехандру Браво головою комітету з економіки та розвитку громади. The Local зазначає, що радники, які займають провідні посади, походять із прогресивного середовища, а багато прогресивних і центристських радників, призначених до комітетів, призвели до ширшого політичного діапазону, ніж за попередньої адміністрації. Загалом у структурі комісій відбувся зсув «вліво».

### Міські фінанси

#### «Новий курс» для Торонто
Під час проміжних виборів 2023 року дефіцит бюджету міста був у центрі дискусій, оскільки поточний бюджет Торонто на 2023 рік був прийнятий з дефіцитом у 1,5 мільярда доларів. За відсутності фінансової допомоги з боку інших рівнів влади місто було б змушене використовувати свій резервний фонд, щоб уникнути дефіциту. Через зменшення доходів під час пандемії COVID-19 місто Торонто покладалося на трансфертні платежі з інших рівнів влади, щоб підтримувати свій операційний бюджет. У своїй інавгураційній промові при вступі на посаду мера Чау закликала провінційний і федеральний уряди взяти на себе зобов'язання щодо «нової угоди» щодо фінансування міста, критикуючи їх за припинення надання допомоги, оскільки місто продовжує боротися з фінансовими труднощами внаслідок епідемії COVID-19.
Після першої офіційної зустрічі 18 вересня 2023 прем'єр-міністр Даґ Форд  і Олівія Чау оголосили, що місто та провінція сформують робочу групу високопосадовців для обговорення довготривалої стійкості та стабільності фінансів Торонто. Чау заявила, що місто надало послуги на суму 1,1 мільярда доларів від імені провінційного та федерального урядів, а Форд зобов'язався не запроваджувати нових податків. 30 жовтня, напередодні другої зустрічі, Чау і Форд підписали спільного листа до прем'єр-міністра Джастіна Трюдо із закликом до федерального уряду приєднатися до робочої групи. Наступного дня Чау підтвердила, що федеральний уряд братиме участь у робочій групі.
27 листопада 2023 року Чау та Форд вийшли на спільну прес-конференцію, на якій оголосили, що місто та провінція дійшли згоди щодо «нової угоди». Згідно з угодою, провінція візьме на себе відповідальність за Автостраду Ґардінера і Дон-Веллі-парквей, а також перерахує 300 мільйонів доларів на транзитні операції та безпеку. За умови федерального фінансування Форд також виділив 758 мільйонів доларів США на закупівлю нових поїздів метро для Другої лінії Блюр–Денфорт і 600 мільйонів доларів США протягом трьох років на вирішення проблеми бездомності. Провінція також забезпечить 342 мільйони доларів протягом 2024, 2025 і 2026 років за умови, що Торонто щороку перевищуватиме свої річні цілі щодо житлового будівництва на 125 відсотків. Загалом угода включає 1,2 мільярда доларів протягом трьох років операційного фінансування та 7,6 мільярда доларів допомоги капіталу. У рамках угоди місто Торонто також визнало, що не має можливості зупинити суперечливі плани провінції перебудувати Онтаріо-Плейс на приватний спа-центр і аквапарк, порушивши обіцянку Чау, яку вона дала під час своєї передвиборчої кампанії.

#### Бюджет на 2024 рік

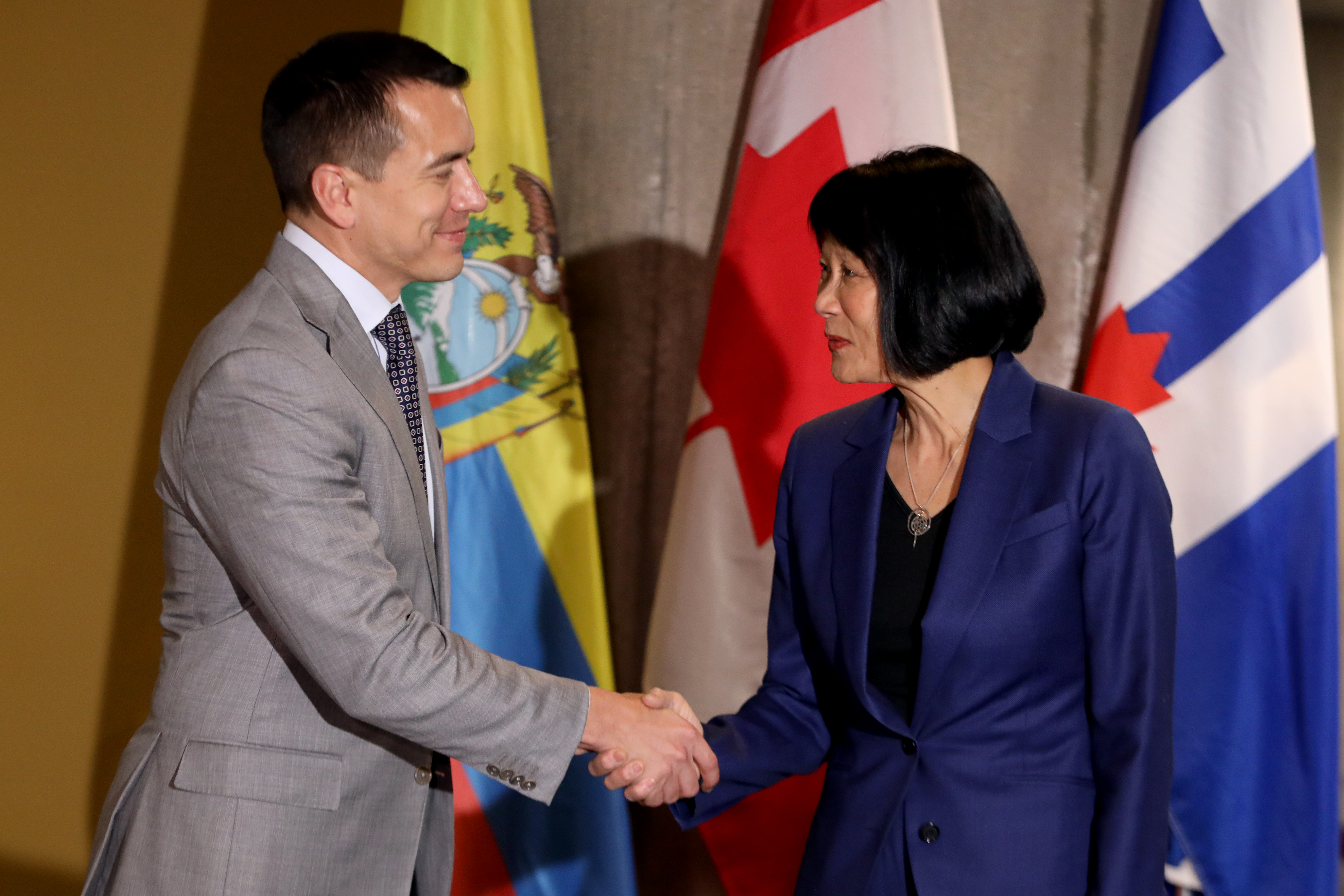
Чау (справа) з президентом Еквадору Даніелем Нобоа (ліворуч), березень 2024 року

10 січня 2024 року після низки бюджетних консультацій міська рада представила бюджетному комітету свій проект бюджету. Початковий бюджет на персонал пропонував збільшити податок на нерухомість на 10,5 відсотка, залежно від надання федеральним урядом 250 мільйонів доларів для розміщення заявників на отримання статусу біженця. Без федерального фінансування збільшення може зрости до 16,5 відсотка. Пізніше місто зменшило запропоноване підвищення податку на нерухомість до 9,5 відсотка. Будь-яке підвищення податків стане найбільшим з моменту злиття Торонто в 1998 році.

### Перейменування громадських активів

#### Вулиця та площа Дандас
Після виборів у 2023 році Чау заявила про свою підтримку плану міста перейменувати вулицю Дандас та пов'язані з нею громадські об'єкти. У 2020 році петиція, яка набрала понад 14 000 підписів із закликом перейменувати вулицю та пов'язані з нею громадські об'єкти, спонукала тодішнього мера Джона Торі доручити міським службовцям розпочати консультації про перейменування вартістю 6 мільйонів доларів, яке згодом було прийнято міською радою в 2021 році. До 2023 року прогнозована вартість зросла до 13 мільйонів доларів. Генрі Дандас був шотландським політиком, який відіграв сумнозвісну роль, гальмуючи скасування трансатлантичної работоргівлі. У грудні 2023 року Чау підтримала пропозицію, внесену радником Крісом Мойзом, яка мала прийняти рекомендацію дорадчого комітету щодо перейменування площі Янґ-Дандас на площу Санкофа, філософську концепцію походженням з Ґани, як там називають роздуми над вченнями минулого. Рада також проголосувала за перейменування станції Дандас на честь Метрополійного університету Торонто (TMU), станції Дандас-Вест та бібліотеки Джейн/Дандас. Згідно з планом, вартість перейменування площі фінансується забудовниками за рахунок комунальних зборів, а вартість перейменування станції Дандас фінансується TMU. Перейменування вулиці було відкладено на невизначений термін через обмеження бюджету.
Назву «площа Санкофа» більшість торонтонців зустріла несхвально; опитування, проведене в січні 2024 року, показало, що 71 відсоток респондентів не сприймають нову назву. Правий коментатор Toronto Sun Браян Ліллі похвалив економію коштів завдяки рішенню Чау скасувати перейменування вулиці, описавши це як «компроміс між тим, що вона хотіла, і тим, що було можливо».

#### Стадіон у Сентенніал-Парку
Чау підтримала пропозицію, внесену радником Полом Ейнслі в грудні 2023 року, щодо перейменування стадіону в Сентенніал-Парку в районі Етобікоко на честь колишнього мера Роба Форда, який помер у 2016 році. Пропозиція зіткнулася з опозицією через суперечливе перебування Форда на посаді мера, однак Чау захистила свою підтримку, аргументуючи, що вона розуміє «біль втрати коханої людини» і «що це означало для родини Фордів». 28 травня 2024 року стадіон був офіційно перейменований на Rob Ford Stadium. Чау відвідала церемонію перейменування разом із сім'єю колишнього мера Форда, включаючи його брата — прем'єра провінції Онтаріо Даґа Форда.

## Поза політикою
Після поразки на муніципальних виборах 2014 року Чау отримала запрошення на трирічний термін, починаючи з 1 березня 2015 року, читати лекції в статусі видатної запрошеної викладачки на факультеті мистецтв Метрополійного університету Торонто (колишній Університет Раєрсона), з фокусом на залучення громади та демократичну участь. 28 липня 2015 року тодішній Університет Раєрсона оприлюднив заяву про те, що погодився задовольнити прохання Чау про відпустку з університету, щоб вона могла балотуватися в депутати.
Особисті мемуари Чау під назвою «Моя мандрівка» (англ. My Journey) були опубліковані 21 січня 2014 року.
У 2016 році Чау заснувала Інститут лідерів змін, організацію, пов'язану з Метрополійним університетом Торонто, яка навчає організації політичних кампаніц та організаційним навичкам.

## Особисте життя
Чау була одружена з Джеком Лейтоном від 1988 року до його смерті в серпні 2011 року. 20 серпня 2012 року вона відкрила статую Лейтона з присвятами, написаними англійською, китайською та французькою мовами. Статуя розташована в парку Гарбор-сквер біля поромного терміналу Джека Лейтона.
Чау є мачухою сина Лейтона Майка Лейтона, колишнього депутата міської ради Торонто, від його попереднього шлюбу з Саллі Галфорд.
У 2005 році вона розповіла, що в 2004 році мала операцію з приводу раку щитовидної залози. Вона вирішила висловитися, щоб привернути увагу до цієї хвороби. У 2013 році їй поставили діагноз «синдром Рамзі-Ганта II типу».
Чау розмовляє кантонською, мандаринською та англійською.
Її зіграла Сук-Ін Лі у фільмі CBC Television Джек 2013 року. Лі отримала Canadian Screen Award за свою роль.
Чау є фанатом Star Trek.

### Нагороди
У травні 2012 року журнал Canadian Immigrant назвав Чау одним із 25 найкращих канадських іммігрантів у Канаді.
Альтернативні тижневики Торонто Now Magazine і Eye Weekly неодноразово визнавали Чау «Найкращим депутатом міської ради».

## Подальше читання
- Chow, Olivia (2014). My Journey. Toronto: HarperCollins Publishers Ltd. ISBN 978-1443428293.